# Belfast Celtic
Belfast Celtic was een Noord-Ierse voetbalclub uit de hoofdstad Belfast. Celtic was de succesvolste club van Noord-Ierland tot aan de sluiting in 1949.
De eerste titel werd in 1900 behaald. Na het behalen van de vierde titel in 1920 trok de club zich vier jaar terug uit de competitie. Celtic was een rooms-katholieke club terwijl bijna alle andere clubs protestants waren en dat gaf vaak problemen. Na de terugkeer haalde de club de vier volgende titels binnen.
Het einde van de club naderde op het einde van 1948. De jaarlijkse topper tegen Linfield FC was altijd gespannen, maar de gemoederen in het stadion stegen tot grote hoogte toen een Celtic-speler (Jimmy Jones) een Linfield-speler verwondde. Celtic leidde de wedstrijd, maar Linfield maakte op het laatste moment gelijk. Overmand door vreugde liepen de supporters van Linfield het veld op en verwondden enkele Celtic-spelers, waaronder Jimmy Jones, die een gebroken been had en een punt moest zetten achter zijn voetbalcarrière. Celtic trok zich terug totdat de veiligheid van de club terugkeerde, maar Celtic zou nooit meer een competitiewedstrijd spelen en ging enkel nog even verder op vriendschappelijk niveau. In 1953 behaalde de club een historische overwinning tegen het Schots voetbalelftal in de Verenigde Staten.
In de jaren 80 werd het stadion van de club gesloopt om er een winkelcentrum te plaatsen. Een gedenkplaat doet nog herinneren aan de ploeg.
De dynamiek van de rivaliteit tussen Linfield en Celtic, wat de kracht van de competitie was, verdween. Het westen van Belfast bleef zonder voetbalploeg zitten tot de oprichting van Donegal Celtic in 1970. Belfast Celtic is ook niet de enige club die geleden heeft onder de godsdienststrijd in Noord-Ierland. Derry City, ook een succesvolle club, moest zich ook uit de competitie terugtrekken, maar vond wel asiel in de Ierse competitie en werd ook daar succesvol.

## Erelijst
- Landskampioen (19x)
  - 1899/00, 1914/15, 1918/19, 1919/20, 1925/26, 1926/27, 1927/28, 1928/29, 1932/33, 1935/36, 1936/37, 1937/38, 1938/39, 1939/40, 1940/41, 1941/42, 1943/44, 1946/47, 1947/48
- Irish Cup (8x)
  - 1917/18, 1925/26, 1936/37, 1937/38, 1940/41, 1942/43, 1943/44, 1946/47